# Крис Смолинг
Кристофер Лојд Смолинг (енгл. Christopher Lloyd Smalling; Гринич, 22. новембар 1989) професионални је енглески фудбалер који тренутно наступа у Серији А за Рому на позицији штопера.

## Клупска каријера

### Мејдстон јунајтед
Смолинг је рођен у Гриничу, Лондон. Почео је да игра фудбал 1998. године у ФК Волдерслејд. Након што је провео неко време у млађим категоријама Милвола, са шеснаест година долази у Мејдстон јунајтед.
Након што је играо за млађе категорије и резервни тим, Смолинг је свој деби у првом тиму имао 11. априла 2007. на мечу са Таунбриџ Енџелсима. У децембру 2007. је имао свој лигашки деби, одигравши 90. минута у ремију 1-1 са Харлов Тауном. Смолинг је пружао сјајне партије и брзо постао један од најважнијих играча тима, али је ипак због проблема са повредама и обавеза у репрезентацији одиграо још само 11. мечева за овај тим.

### Фулам
Иако је привукао велико интересовање из Фулама, Џилингама, Чарлтона и Рединга, Смолинг је потписао 30. априла 2008. двогодишњи уговор са Мидлсброом. Међутим убрзо након тога његов уговор је раскинут због тога што је Смолинг имао проблема са носталгијом, да би након тога у јуну 2008. потписао за Фулам.
Дана 24. маја 2009. Смолинг је имао свој деби у Премијер лиги ушавши као замена Арону Хјузу у 77. минуту, у последњем мечу 2008/09. сезоне. Свој први меч као стартер одиграо је 17. децембра 2009, у ремију свог тима 1-1 против ЦСКА из Софије у Лиги Европе. Дана 28. децембра 2009. Смолинг је одиграо свој први меч као стартер у Премијер лиги, у поразу свог тима 2-1 од Челсија на Стамфорд бриџу, постигавши аутогол у 75. минуту меча.

### Манчестер јунајтед
Дана 27. јануара 2010. Манчестер јунајтед је објавио да је потписао Смолинга али да ће играч остати у Фуламу до краја сезоне 2009/10. Трансфер је официјелно потврђен 1. јула 2010. године.
Свој деби у дресу Манчестера имао је 16. јула на пријатељском мечу са Селтиком. На том мечу је скривио пенал после којег је Селтик постигао гол. Свој први гол је постигао на пријатељском мечу са Гвадалахаром 30. јула. Свој први званични меч је одиграо 8. августа у Комјунити шилду, ушавши као измена у другом полувремену, у победи свог тима од 3-1 над Челсијем. Свој деби у Премијер лиги је имао 28. августа у победи свог тима од 3-0 над Вест Хемом, ушавши као замена за Џонија Еванса у 74. минуту.
Дана 15. септембра имао је свој деби у Лиги шампиона, одигравши свих 90 минута у ремију 0-0 са Глазгов Ренџерсима. Осам дана касније је постигао свој први гол у дресу Манчестера, у победи од 5-2 над Сканторпом у Лига купу. Дана 24. јануара 2011. је одиграо свој први цео меч у Премијер лиги, игравши у тандему са Немањом Видићем, у победи свог тима од 2-1 над Стоуком. Дана 8. јула 2011. је потписао нови петогодишњи уговор са Јунајтедом.
Свој први гол у Премијер лиги је постигао 18. септембра 2011, у победи свог тима од 3-1 над Челсијем. Дана 27. новембра 2013. је постигао свој први гол у Лиги шампиона, у победи свог тима од 5:0 над Бајер Леверкузеном.

## Репрезентација
Смолинг је играо за репрезентације Енглеске до 20 и 21 године, а свој први позив у сениорски тим имао је за пријатељски меч са Француском у новембру 2010. На том мечу је седео на клупи за резерве. Свој деби у репрезентацији је имао 2. септембра 2011, у квалификационом мечу за Европско првенство 2012, у победи свог тима од 3-0 над Бугарском.

## Највећи успеси

### Манчестер јунајтед
- Премијер лига (2) : 2010/11, 2012/13.
- ФА куп (1) : 2015/16.
- Енглески Лига куп (1) : 2016/17.
- Комјунити шилд (3) : 2010, 2011, 2013.
- Лига Европе (1) : 2016/17.

### Рома
- УЕФА Лига конференције (1) : 2021/22.